# Locomotion No. 1

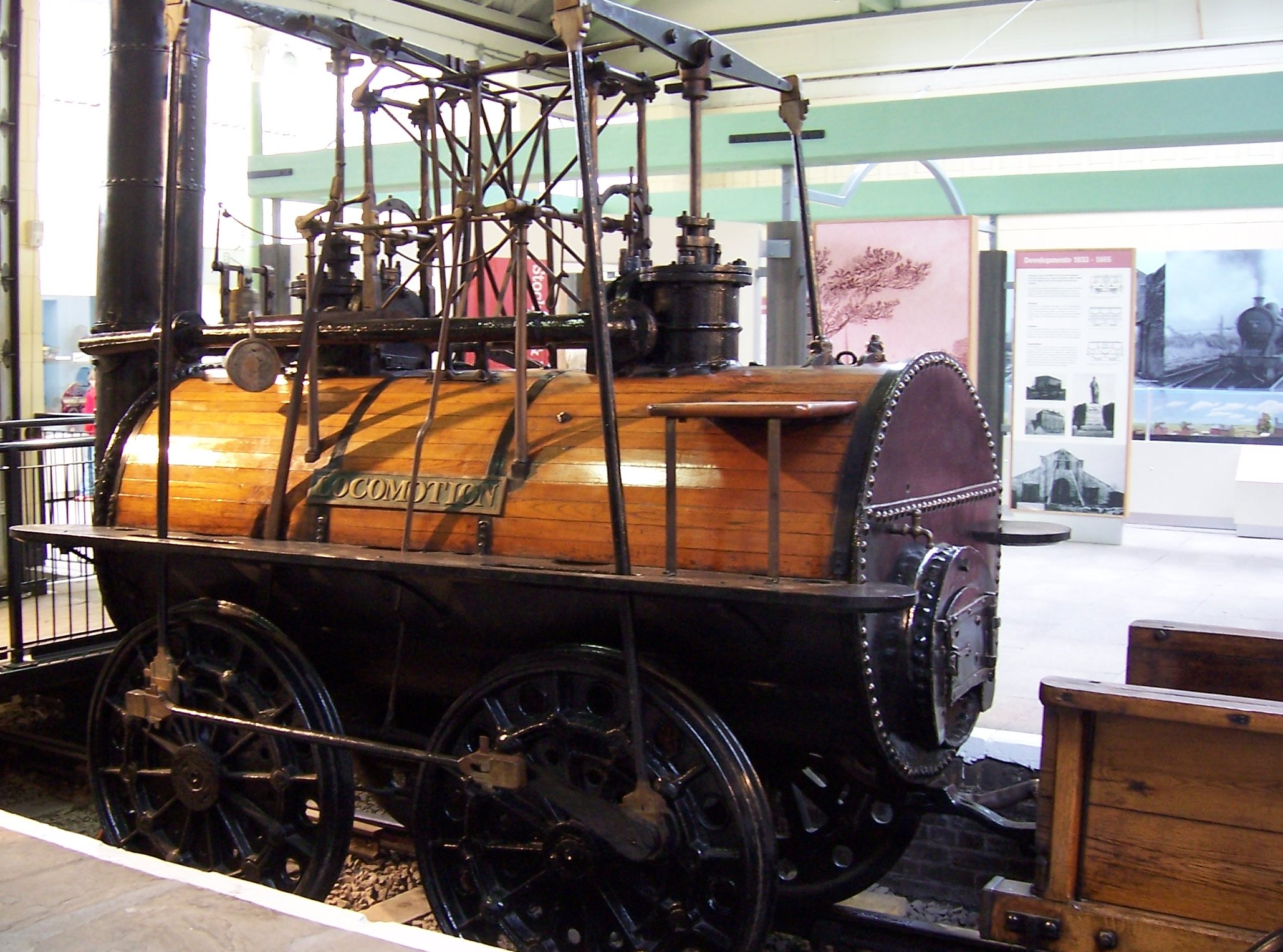
Locomotion No. 1

De Locomotion Nr 1 (oorspronkelijke naam Active) is een vroege Britse stoomlocomotief. Hij werd in 1825 gebouwd door George en Robert Stephensons bedrijf Robert Stephenson and Company, en trok op 27 september van dat jaar de eerste trein op de Stockton and Darlington Railway. 